# بيط أصفر
بيط أصفر (الاسم العلمي: Bittium xanthum) هو نوع من الرخويات يتبع جنس البيط من الفصيلة القرطيونية.